# Automobili po klasama
Automobili se definiraju u pet klasa.

## Klase

### Niska klasa
Niska klasa obuhvaća male gradske automobile i microvanove, koji su veličinom manji od automobila ostalih klasa, a cijenom najpristupačniji.Razlikuju se vrlo mali - micro,poput Honde Jazz - ali i mali koji maksimalno oponašaju veće - supermini,poput Peugeota 206

### Niža srednja/kompaktna klasa
Niža srednja ili kompaktna klasa obuhvaća automobile, koji su veličinom veći od malih gradskih automobila, a manji od onih srednje klase. Ta se klasa popularno naziva i golf-klasa, jer je najpopularniji automobil u njoj Volkswagen Golf, a vrlo često "klasa 4 metra" po karakterističnoj dužini.

### Srednja klasa
Srednja klasa obuhvaća vozila veličinom veća od od kompakta, a manja od više srednje klase, koji su potpuno inženjerski razvijeni, bez prikrate. Ta klasa obuhvaća automobile od jeftinijih poput Toyote Avensis do skupljih, dopunjenih luksuznim spektrom, poput Audija A4, Mercedesa C-klase i BMW-a serije 3.

### Viša srednja klasa
Viša srednja klasa obuhvaća vozila veća od srednje klase, a manja od visoke. Ta se klasa naziva i business-klasa, jer je popularna među uspješnim poslovnim ljudima, a u njoj su automobili poput Audija A6, Mercedesa E-klase i BMW-a serije 5. Osim spomenutog, od definicijskih značajki najčešće se spominje kakvoća sklopova, napose unutrašnjosti i kokpita te opća kategoričnost koju je teško definirati. Velike su varijacije u ponudi u ovoj klasi, znakovito za proizvođače i zemlju podrijetla. Klasom, zbog spomenutog, dominiraju njemački proizvođači.

### Visoka klasa
Visoka klasa obuhvaća potpuno razvijene, suverene, luksuzne automobile, koji udovoljavaju svim zahtjevima, veličinom i luksuzom nadmašuju sve ostale klase, a obuhvaća luksuzna vozila od onih poput Audija A8, Mercedesove S-klase, preko većeg i kategoričnog Rolls-Roycea pa sve do superluksuznih fenomena poput Maybacha.
Klasa se često nazivala klasom 5 metara po znakovitoj dužini, misleći na osnovnu luksuznu klasu.

## Klase automobila po europskoj komisiji
|                                           | Primjer          |
| ----------------------------------------- | ---------------- |
| A: Gradski automobil                      | Smart Fortwo     |
| B: Niska klasa                            | Fiat Punto       |
| C: Srednja klasa                          | VW Golf          |
| D: Viša srednja klasa                     | Opel Vectra      |
| E: Viša klasa                             | Audi A6          |
| F: Luksuzna klasa                         | Mercedes S-klasa |
| S: Sportski automobil                     | Ferrari F430     |
| M: Minivan                                | Renault Espace   |
| J: Terenci (Sports Utility Vehicle - SUV) | Suzuki Vitara    |

## Iznimni slučajevi
Iako se klasa većine automobila može precizno definirati, postoje i iznimni slučajevi poput onog s Mercedesom A-klase, koji veličinom pripada gradskim automobilima, dakle niskoj klasi, ali cijena i uređenje unutrašnjosti su mu na razini niže srednje klase. Isti slučaj je sa Škodom Superb, koja je na granici D i E segmenta.
Pojedini sportski automobili poput Ferrarija i nekih modela Maseratija ili Porschea se isključivo zbog svoje cijene nalaze u rangu visoke klase, jer su dimenzijama najčešće identični automobilima srednje klase.